# Josephikapelle (Roding)

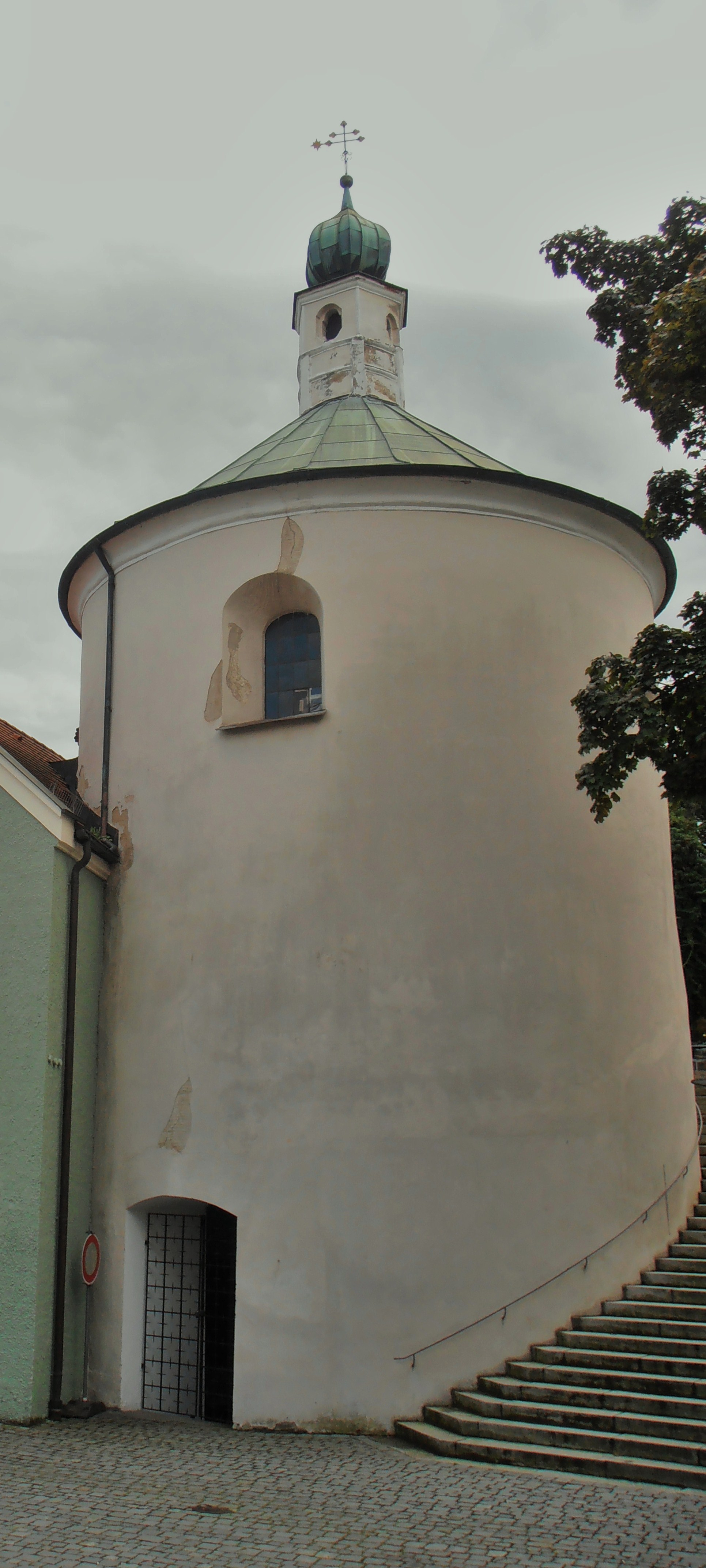
Nordseite, vom Paradeplatz

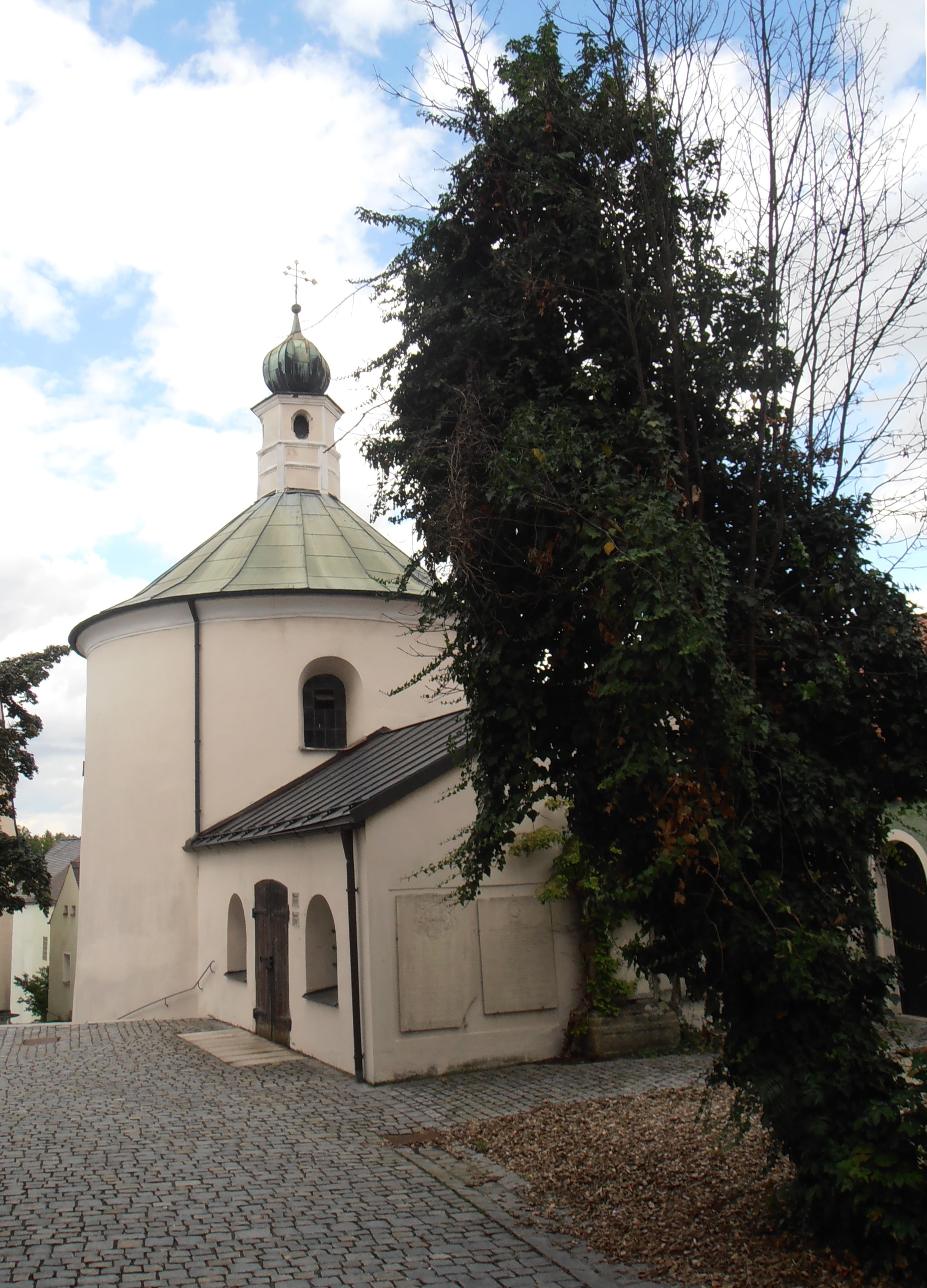
Südseite, vom Kirchplatz, mit Annakapelle

Die Josephikapelle in Roding ist eine römisch-katholische Kapelle; sie gehört zur Rodinger Pfarrei St. Pankratius. Die Kapelle ist einer der ältesten Sakralbauten Bayerns. Aufgrund der früheren Nutzung als Beinhaus ist die Josephikapelle zusammen mit der angrenzenden Annakapelle im Volksmund als der „Karner“ bekannt.

## Gebäude und Geschichte
Die Josephikapelle gehörte zur Rodinger Urkirche, die St. Gallus geweiht war und wohl bereits im 7. oder 8. Jahrhundert bestanden hat. Für das heute teilweise unter dem Bodenniveau liegende Untergeschoss der Kapelle wird das 8. bis 9. Jahrhundert als Bauzeit angenommen; ursprünglich war sie Johannes dem Täufer geweiht. Es wird vermutet, dass das Untergeschoss als Taufkapelle diente – darauf deuten das ursprüngliche Patrozinium, die runde Form und die Nähe zur Kirche hin. Roding wird 844 als Ort einer Königspfalz genannt, deren Teil die Kapelle wohl war; 896 wird eine Kapelle genannt, in die  Kaiser Arnulf die Reliquien des heiligen Pankratius bringen ließ, dem späteren Pankratius-Patrozinium nach handelt es sich um eine andere Kapelle.
Die Josephikapelle ist als zweigeschossiger Zentralbau ausgeführt. Das zweite Geschoss kam später – noch in frühromanischer Zeit oder vielleicht erst in der zweiten Hälfte des 13. Jahrhunderts zu dem als Bauwerk zunächst selbständigen Untergeschoss hinzu. Vom Paradeplatz aus sind beide Geschosse zu sehen; von dort führt eine Treppe zum höher gelegenen Kirchplatz, hier sieht man nur noch das Obergeschoss. Nördlich, zum Paradeplatz hin, weist ein Rundbogenfenster, zum Kirchplatz ein rundes Fenster. Die Kapelle wurde im 17. und 18. Jahrhundert umgebaut; ein Dachreiter mit Zwiebelhaube 1769 aufgesetzt. Südlich schließt sich der rechteckige eingeschossige Bau der Annakapelle an die Josephikapelle an. Die Statue des heiligen Pankratius, die am Kirchplatz vor der Josephikapelle steht, ist ein Werk des modernen Bildhauers Anton Rückel.
Noch in den 1960er Jahren diente die Josephikapelle als Beinhaus, auch heute ist sie als der „Karner“ bekannt.

## Innenräume
Das Untergeschoss dient heute als Kriegergedenkstätte, es ist vom Paradeplatz aus einsehbar.
Erst 1950 wurden im Obergeschoss romanische oder frühgotische Fresken aus dem 13. oder 14. Jahrhundert freigelegt; es wird vermutet, dass sie im Zuge der Reformation mit Kalkfarbe überdeckt worden waren.
Dargestellt sind die Taufe Jesu im Jordan durch Johannes den Täufer und die Martyrien der Apostel Petrus, Johannes, Andreas, Jakobus und Bartholomäus. Weitere Fresken zeigen die Heiligen Pankratius (mit Krone und Schwert), Johannes den Apostel (mit Buch), Willibald von Eichstätt (diese Zuordnung ist unsicher), Gallus (mit Mitra und Krummstab), Margarete (mit Drachen) und Katharina (mit Rad). Die Apostel Petrus und Andreas sind noch einmal beim Fischfang dargestellt, außerdem der heilige Georg mit dem Drachen und noch einmal Johannes der Täufer, dieses Mal bei seiner Enthauptung.